# Miloslav Šmídmajer
Miloslav Šmídmajer (* 5. září 1959 Litoměřice) je český filmový producent, režisér a scenárista.

## Scénář, režie a asistent kamery
- Zavařený den Jiřiny Bohdalové aneb Marečku, podej mi tu kameru (1999) – komedie

## Režie
- Vidím svět jako bílý autobus (1995) (TV) – dokumentární film
- Povolání kameraman (1996) – dokumentární film
- Výlety Miroslava Horníčka (1997) – dokumentární film
- Prostory Theodora Pištěka (1998) – dokumentární film
- Radost s krátkým dechem (2000) – dokumentární film
- Johanka z Arku (2003) – (divadelní záznam)
- Adriana (2004) – dokumentární film o Adrianě Karembeu
- Miloš Forman: Co tě nezabije... (2009) – dokumentární film
- Film o filmu: Na půdě aneb Kdo má dneska narozeniny? (2009) (TV film)
- Peklo s princeznou (2009)
- Nazareth - Nekonečný rockový mejdan (2011) – dokumentární film
- Probudím se včera (2011) – komedie
- Celebrity s.r.o. (2011)
- Miluji tě modře (2017)
- Případ mrtvého nebožtíka (2020)
- Za vším hledej ženu (2022)

## Produkce
- Jak básníci neztrácejí naději (2004) – také hrál roli zákazníka v lékárně, komedie
- Jak se krotí krokodýli (2006) – komedie
- Svatba na bitevním poli (2008)
- Džob (2025)

## Rozhovory
- Rozhovor k filmu Miluji tě modře